# Rue de Bercy-Saint-Jean
La rue de Bercy-Saint-Jean, également appelée rue de Bercy-au-Marais, est une ancienne rue qui était située dans le 4e arrondissement de Paris (ancien 7e arrondissement). Elle a été absorbée en 1868 par la rue du Roi-de-Sicile.

## Origine du nom
Cette voie prit le nom du village et du château de Bercy où elle conduisait.

## Situation
La rue de Bercy-Saint-Jean, d'une longueur de 70 mètres, commençait au 15, rue Vieille-du-Temple et finissait 24, place du Marché-Saint-Jean et 2, rue Bourtibourg.
Elle était située dans l'ancien 7e arrondissement, quartier du Marché-Saint-Jean, puis dans le 4e arrondissement, quartier Saint-Gervais, après 1859.
Les numéros de la rue étaient rouges. Le dernier numéro impair était le no 13 et le dernier numéro pair était le no 20.

## Historique
Quelques constructions bordent cette voie à l'époque de Louis VII le Jeune (1137-1180).
Vers 1350, elle est appelée « rue du Hoqueton », car on y fabrique des hoquetons.
Pendant les temps de guerre, les religieuses de Chelles se retirent dans leur hôtel qu’elles possèdent dans la rue. Il est nommé maison du Mouton.
Les frères Lazare indiquent que la rue apparait sur le plan de Jean Boisseau, vers 1648, sous le nom de « rue de la Réale ».
Une décision ministérielle du 23 prairial an VII (11 juin 1799), signée François de Neufchâteau ordonne que la rue de Bercy-au-Marais doit être supprimée et la rue de la Croix-Blanche conservée et portée à 8 mètres de largeur. Ces dispositions ne sont pas exécutées et une ordonnance royale du 12 juillet 1837 autorise la suppression de l'îlot de maisons qui sépare ces deux voies publiques, afin d'établir une seule et même communication dont la moindre largeur était fixée à 12,50 mètres. Cette suppression n'est effectuée qu'après l'acquisition par la ville de Paris des immeubles compris dans ledit îlot.
La rue de Bercy est finalement absorbée en 1868 par la rue du Roi-de-Sicile.